# Palais Heian
Le palais Heian (大内裏) était à l'origine le palais impérial, ou Daidairi, de Heian-kyō (Kyōto, aujourd’hui), capitale impériale du Japon entre 794 et 1227 ; à sa place se tient désormais le centre-ville de Kyōto.
Le palais, qui a servi de résidence impériale et de centre administratif au Japon pendant la majeure partie de l'époque de Heian (de 794 à 1185), était situé au centre-nord de la ville, comme le voulait le modèle architectural des villes chinoises de l’époque.
Il était constitué par un large mur d’enceinte rectangulaire entourant l’ensemble des bâtiments de l’administration centrale. On trouvait à l’intérieur de l’enceinte, également entourée par un mur, la résidence de l’empereur, appelée le Palais intérieur (Dairi). Ce dernier contenait, en plus de la résidence impériale, la résidence des épouses impériales ainsi que certains bâtiments cérémoniels et administratifs proches de la personne de l’empereur.
Le rôle originel du palais était de montrer l’adoption par le Japon du modèle gouvernemental chinois centralisé au VIIe siècle — le Daijō-kan et ses huit ministères. Le palais avait été conçu pour offrir un endroit approprié à la résidence de l’empereur, à la conduite des affaires de l’État et des cérémonies. Si les fonctions résidentielles dureront jusqu’au XIIe siècle, les installations destinées aux cérémonies tombèrent en désuétude dès le IXe siècle. Ceci était dû à la fois à l’abandon de plusieurs cérémonies réglementaires et au transfert de plusieurs cérémonies dans le cadre plus restreint du palais intérieur.
Durant la seconde moitié de la période Heian, le palais subit divers incendies et autres désastres. Pendant les reconstructions, les empereurs et officiels résident en dehors du palais. Ceci, combiné à la perte de pouvoir politique de la cour, entraîne la diminution progressive de l’importance du palais en tant que centre administratif. Finalement, en 1227, le palais brûle et n’est plus rebâti. On reconstruisit sur le site, ce qui effaça pratiquement tout vestige. Les connaissances rassemblées sur la construction sont donc fondées sur des sources littéraires contemporaines, des schémas et peintures et quelques fouilles conduites depuis la fin des années 1970.

## Histoire

### Construction et utilisations

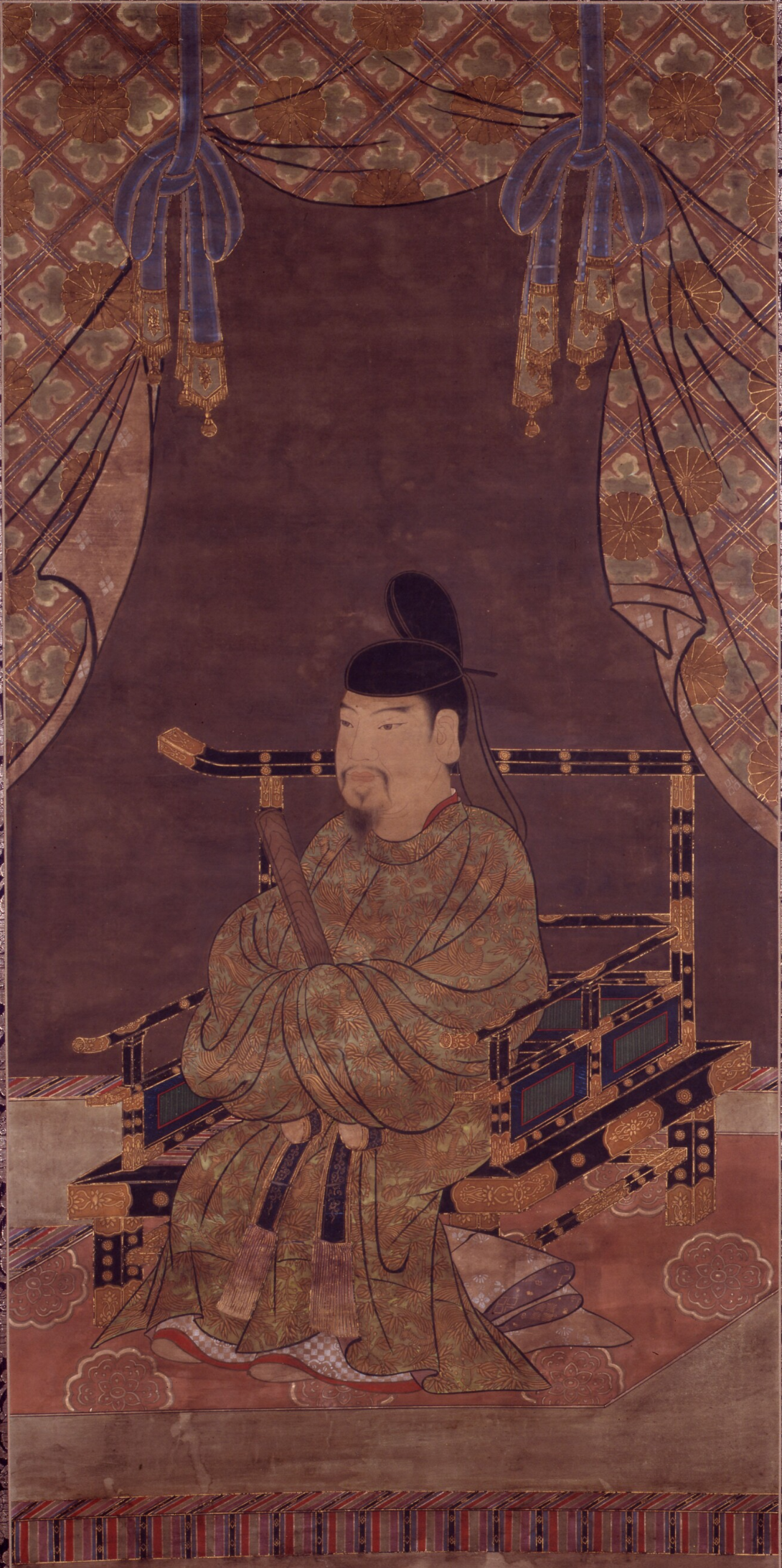
L'empereur Kanmu (ou Kammu).

Le palais est la première et la plus importante structure construite dans la nouvelle capitale Heian-kyō, lorsque la cour déménage en 794, sur ordre de l’empereur Kanmu. Cependant, il n’est pas complètement terminé à la date du déménagement : le Daigokuden sera achevé en 795 et le gouvernement chargé de sa construction démantelé seulement en 805.
L’utilisation des grandes enceintes du Chōdō-in et du Buraku-in tombe en désuétude relativement tôt, parallèlement au déclin du Ritsuryō qui est progressivement abandonné. Le centre de gravité du palais se déplace vers le Palais intérieur (Dairi) et le Shishinden, et plus tard, le Seiryōden remplace le Daigokuden comme lieu de conduite des affaires du gouvernement.
Dans le même temps que les activités se concentrent au sein du Dairi, le Grand Palais est considéré comme dangereux, plus particulièrement la nuit. Une des raisons peut être la prévalence des superstitions de l’époque : la peur des fantômes et des esprits faisait fuir les bâtiments inhabités et on pensait que le Buraku-in était hanté. De plus, le niveau de sécurité du palais va en diminuant et au début du XIe siècle seule une porte du palais est encore gardée, la porte Yōmeimon à l’est, ce qui entraîne vols et crimes violents dans l’enceinte même du palais.

### Destructions
Le palais ayant été pratiquement entièrement construit en bois, les incendies sont une menace constante. Le Daigokuden fut ainsi reconstruit en 876, 1068 et 1156 malgré son utilisation limitée. Il ne fut en revanche plus reconstruit après le grand incendie de 1177, incendie durant lequel la plus grande partie du Grand Palais fut détruite. De même, le Buraku-in ne fut pas reconstruit après sa destruction par le feu en 1063. 
Le Dairi a également été la proie des flammes de nombreuses fois, mais il fut systématiquement reconstruit et utilisé comme résidence impériale officielle jusqu’à la fin du XIIe siècle. Durant les périodes de reconstruction, l’empereur s’installait dans les palais secondaires, les sato-dairi (里内裏). Ces palais étaient procurés par la puissante famille Fujiwara, qui exerçait le pouvoir politique de facto, notamment à la fin de la période Heian, en offrant des épouses consorts à une succession d’empereurs. C’est ainsi que la résidence des grands-parents maternels de l’empereur usurpe progressivement le rôle de palais résidentiel, bien avant la fin de la période Heian. Après 1086, l’insei (ou « loi du cloître »), un système de gouvernement mis en place afin que des empereurs officiellement devenus moines bouddhistes et retirés puissent toujours exercer le pouvoir de leur lieu de retraite, diminue encore l’importance du palais.
Après l’incendie de 1177, le complexe du palais d’origine est abandonné et les empereurs s’installent alors dans de plus petits palais en ville (tels les sato-dairi) ou dans des villas au dehors. En 1227, le feu détruit ce qui reste du Dairi, et le Grand Palais est totalement abandonné. En 1334, l’empereur Go-Daigo publie un édit visant à reconstruire le Grand Palais, mais les fonds n’étant pas disponibles, le projet est abandonné. Le Kyōto-gosho, le palais impérial actuel à Kyoto, est situé à l’ouest de Tsuchimikado Mansion (土御門殿, Tsuchimikadodono), la grande résidence de la famille Fujiwara.

### Sources principales

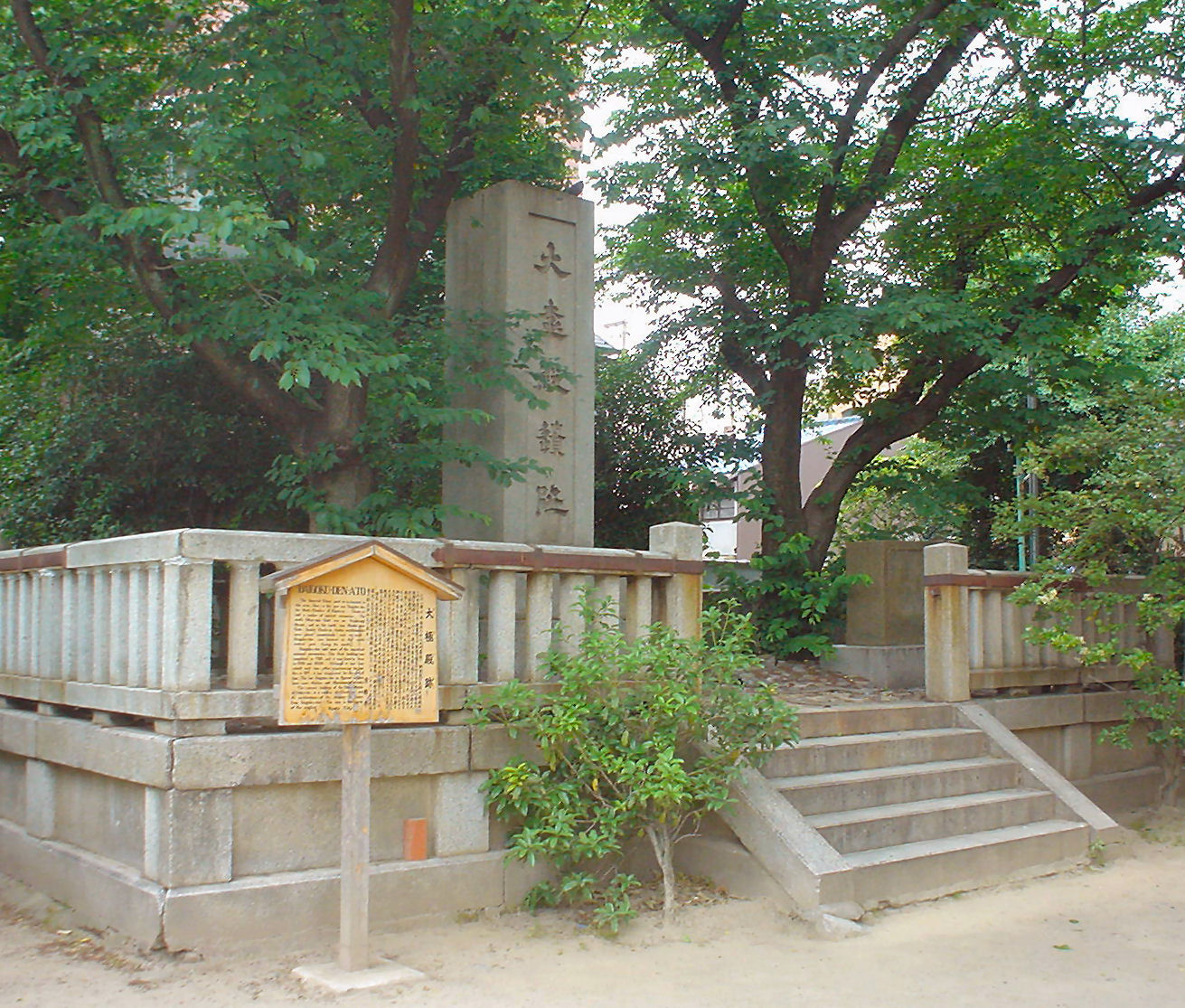
Pierre commémorative dans la salle Daigokuden du palais.

Bien que le palais lui-même ait été complètement détruit, une part importante des informations le concernant a été obtenue par des sources contemporaines. Le palais figure comme décor de nombreux textes littéraires, de fiction ou non, de la période Heian. Ils ont fourni d'importantes informations sur le palais, sur les cérémonies et les fonctions de la cour, mais également sur la vie de tous les jours des courtisans qui y logeaient. On notera par exemple Le Dit du Genji de Murasaki Shikibu, les Notes de chevet de Sei Shōnagon et les chroniques Eiga Monogatari. De plus, les peintures de certains emaki décrivent des scènes (quelquefois de fiction) ayant eu lieu dans le palais ; le Genji monogatari emaki, datant de 1130 en est probablement l'exemple le plus connu. Enfin, on a retrouvé des plans endommagés du palais, datant du Xe siècle et XIIe siècle, montrant la disposition et la fonction des bâtiments du Dairi. 
En complément des témoignages littéraires, des fouilles archéologiques, conduites depuis la fin des années 1970, ont mis au jour de nouvelles informations sur le palais. En particulier, on a pu vérifier l'existence et la situation de bâtiments tels que le Buraku-in.

## Architecture

### Situation

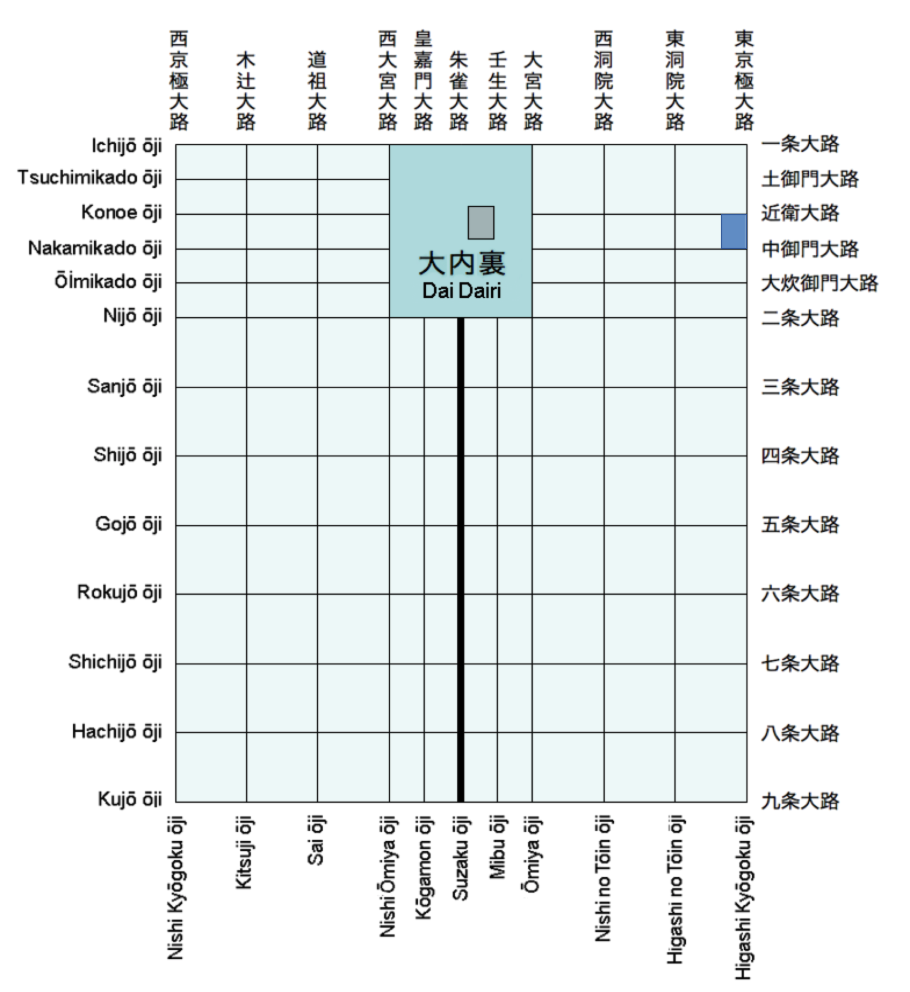
Carte schématique de Heian-Kyô montrant l'emplacement du palais ainsi que le palais temporaire Tsuchimikado qui s'est développé au sein du Palais Impérial de Kyoto.

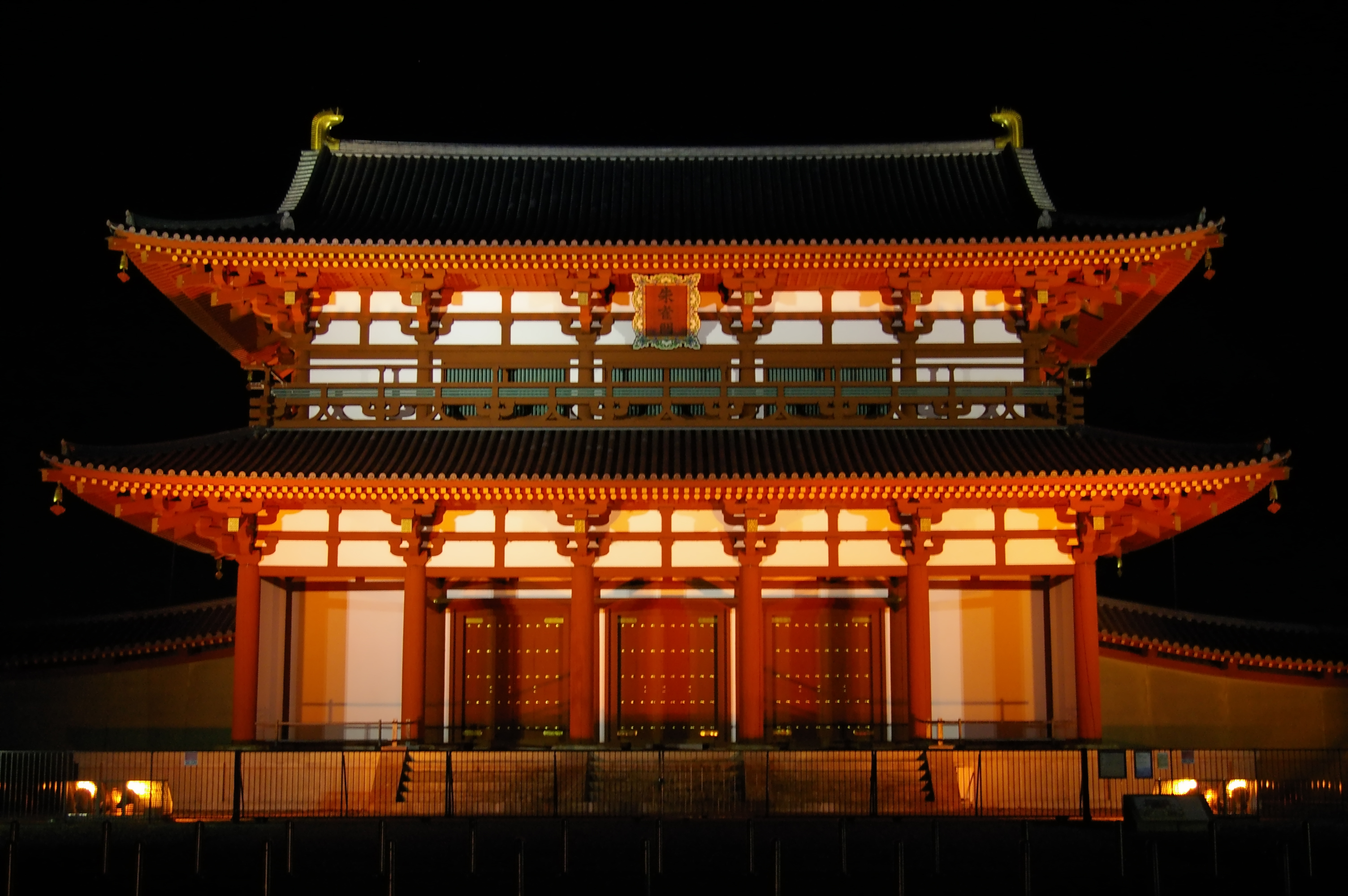
Porte suzakumon (reconstruction).

Le palais est construit au centre nord du rectangle que formait Heian-kyō, comme le voulait le modèle chinois (et plus spécifiquement celui de Chang'an, capitale de la dynastie Tang) déjà adopté pour les précédentes capitales Heijō-kyō (Nara aujourd’hui) et Nagaoka-kyō. Le coin sud-est du Grand Palais est situé au milieu de ce qui est aujourd’hui Nijō-jō (le château Nijō). L’entrée principale du palais est la porte suzakumon, elle marque la fin de la grande avenue Suzaku qui traverse le centre de la ville jusqu’à la porte Rashōmon. Le palais fait face au sud et préside le plan urbain symétrique de Heian-kyō. Le palais comporte treize autres portes placées symétriquement le long de l’enceinte. Une grande avenue (大路, ōji) mène à chacune de ces portes, excepté aux trois portes nord du palais qui coïncident avec la frontière nord de la ville elle-même.

### Bâtiments

#### Grand Palais (Daidairi)

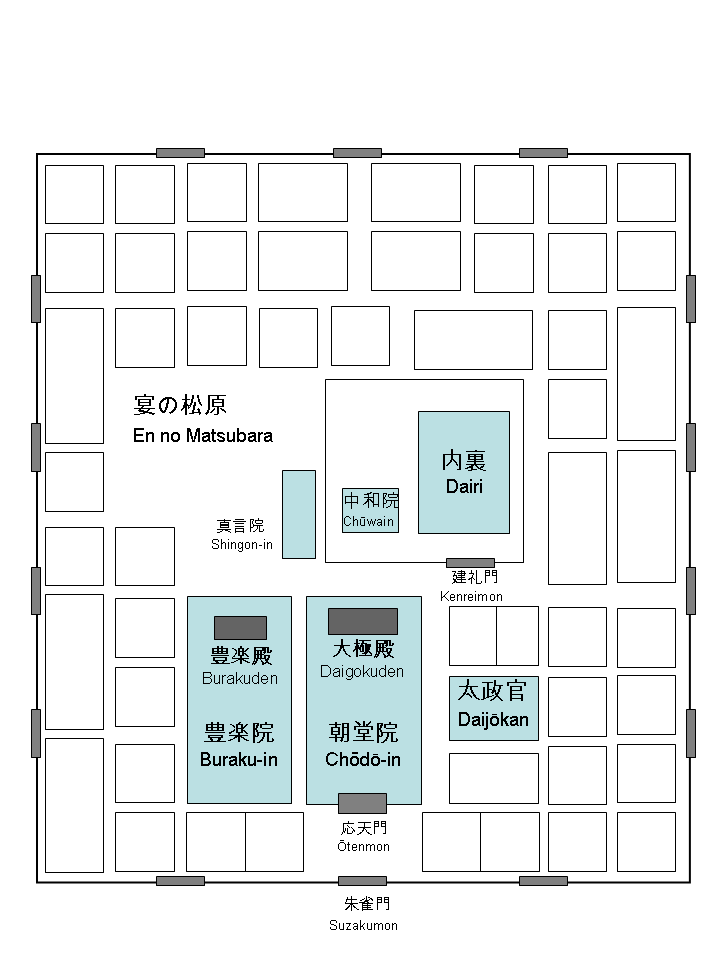
Plan schématique du Grand Palais.

Le Grand Palais (大内裏, Daidairi) est une surface rectangulaire entourée de murs et s’étendant approximativement sur 1,4 km du nord au sud, entre la première avenue Ichijō ōji (一条大路) et la seconde avenue Nijō ōji (二条大路), et sur 1,2 km d’ouest en est entre les avenues Nishi Ōmiya ōji (西大宮大路) et Ōmiya ōji (大宮大路),.
Les trois structures principales du Grand Palais sont « l’enceinte principale » Chōdō-in (朝堂院), « l’enceinte de réception » Buraku-in (豊楽院) et le « Palais intérieur » Dairi (内裏, Dairi).
Le Chōdō-in est une enceinte rectangulaire située directement au nord de la porte suzakumon, au centre du mur sud du Grand Palais. Il est inspiré du modèle chinois et suit les règles de son style architectural. Des preuves archéologiques ont montré la présence de ce type de bâtiment dans des palais plus anciens, avec un plan remarquablement similaire depuis le VIIe siècle.
Le bâtiment principal du Chōdō-in est le Daigokuden (大極殿), ou Grande Salle d’audience, placé à l’extrémité nord de l’enceinte et tourné vers le sud. C’est un grand édifice (environ 52 m d’est en ouest et 20 m du nord au sud), de style chinois, avec des murs blancs, des colonnes rouges et des toits de tuiles vertes, destiné à la tenue des plus importantes cérémonies gouvernementales. Le sanctuaire Heian-jingū, à Kyoto, présente une reproduction fidèle, à échelle réduite, du Daigokuden.
La partie sud du Chōdō-in est occupée par les « Douze Salles » où se tient la bureaucratie lors des cérémonies, suivant un ordre de priorité strict. 
Les audiences d’accession se tiennent dans le Chōdō-in, l’empereur est supposé y présider chaque matin les délibérations de la bureaucratie sur les affaires importantes de l’État, recevoir les rapports mensuels des officiels, tenir les cérémonies de félicitations du Nouvel An et recevoir les ambassadeurs étrangers. Cependant, les pratiques des délibérations matinales et celles des rapports mensuels cesseront en 810. Les ambassadeurs étrangers ne seront plus reçus durant la plus grande partie de la période Heian et les fêtes du Nouvel An furent abrégées et déménagées dans le Dairi à la fin du Xe siècle, seules les audiences d’accession et certaines cérémonies bouddhistes avaient encore lieu dans le Chōdō-in.
Le Buraku-in est une autre grande enceinte de style chinois, située à l’ouest du Chōdō-in. Il a été construit pour les fêtes officielles et les banquets ainsi que pour d’autres types de distraction comme les compétitions de tir à l’arc. Comme dans le Chōdō-in, le Buraku-in dispose d’une pièce au centre de la partie nord de l’enceinte surplombant le terrain. Cette pièce, le Burakuden (豊楽殿), est utilisée par l’empereur et les courtisans lorsqu’ils président les activités du Buraku-in. Cependant, et comme le Chōdō-in, le Buraku-in est tombé progressivement en désuétude avec le transfert de la plupart de ses fonctions vers le Dairi. Son site est l’un des seuls du palais à avoir été exhumé.
En dehors du Palais intérieur, le reste de l’enceinte du Grand Palais est occupé par des ministères, des bureaux de moindre importance, des entrepôts et, à l’est du Dairi, le grand espace ouvert de la Pinède des banquets ou En no Matsubara (宴の松原). Les bâtiments du Conseil d’État ou Daijōkan (太政官) sont situés dans un espace clos adjacent à l’est du Chōdō-in, et disposés selon le plan symétrique typique des bâtiments s’ouvrant sur une cour au sud. Le palais abrite également le Shingon-in (真言院), seul bâtiment bouddhiste autorisé dans la capitale, mis à part Tō-ji et Sai-ji . Son emplacement tout proche du palais intérieur montre l’influence de l’école bouddhiste Shingon au début de l’ère Heian.

#### Palais intérieur (Dairi)

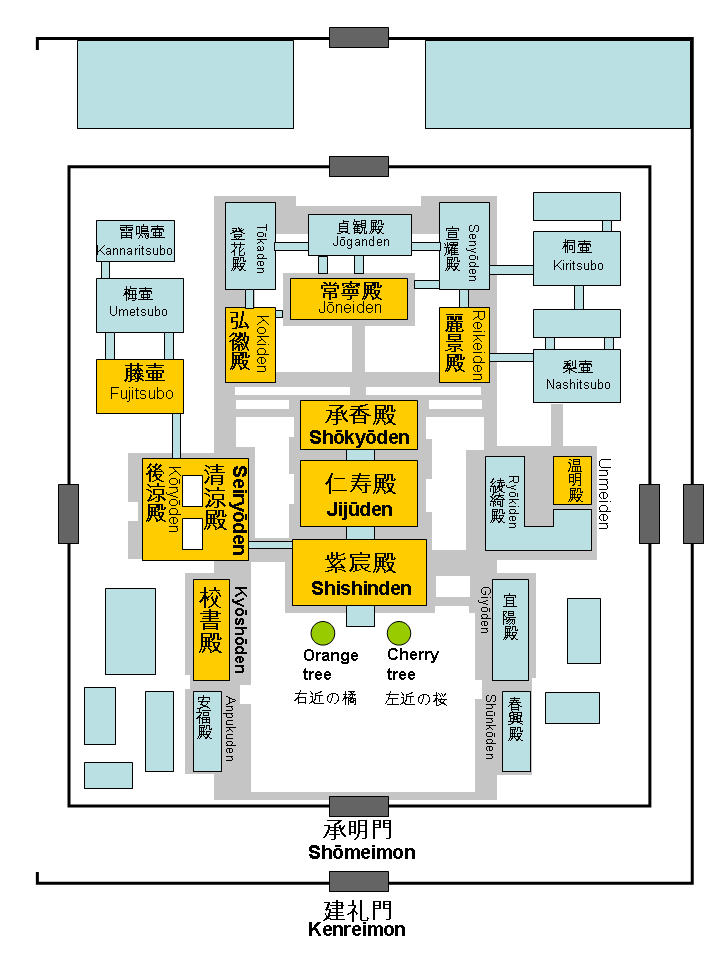
Plan schématique du Palais intérieur.

Le Palais intérieur, ou Dairi, est situé au nord-est du Chōdō-in, à l’est de l’axe nord-sud du Grand Palais. Il englobe les quartiers de l’empereur, les pavillons des épouses consorts et les dames d’honneur (collectivement appelées le kokyū) et son élément central est la salle du trône.
Il est entouré de deux séries de murs. Les murs extérieurs entourent, outre le Dairi lui-même, des bâtiments pour la domesticité, des entrepôts et le chūwain (中和院), une enceinte fermée contenant des édifices shinto liés aux fonctions religieuses de l’empereur et située à l’ouest du Dairi et au centre du Grand Palais. La porte principale de la plus grande enceinte est la porte Kenreimon (建礼門), construite dans le mur sud le long de l’axe médian nord-sud du Dairi.
À l’est du chūwain, entouré d’une autre série de murs, se trouve le Dairi lui-même, résidence de l’empereur. Il mesure environ 215 m du nord au sud et 170 m d’est en ouest. La porte principale est la porte Shōmeimon (承明門), construite dans le mur sud de l’enceinte, au nord de la porte Kenreimon. Contrairement au style architectural chinois officiel et solennel des Chōdō-in et Buraku-in, le Dairi est construit dans un style japonais plus intime (mais sur une grande échelle). Le Palais intérieur est une variante du style architectural shinden utilisé pour les villas et maisons des aristocrates de l’époque. Les bâtiments aux murs non peints, aux pignons et aux toits à bardeaux en écorce de cyprès, sont construits sur des plateformes élevées en bois et sont interconnectés par des passages, couverts ou non, légèrement surélevés. On trouve des allées de graviers et des petits jardins entre les édifices.
Le plus grand bâtiment du Dairi est la salle du trône, ou Shishinden (紫宸殿), réservé aux fonctions officielles. Il est rectangulaire et mesure environ 30 m d’est en ouest et 25 m du nord au sud. Il fait face à la porte Shōmeimon, le long de l’axe médian nord-sud du Dairi, devant une cour rectangulaire. Un oranger (tachibana) et un cerisier (sakura) encadrent symétriquement l’escalier principal. La cour est bordée des deux côtés par des petites pièces, reliées au Shishinden, recréant la configuration (inspirée par la Chine) des villas shinden de l’aristocratie.

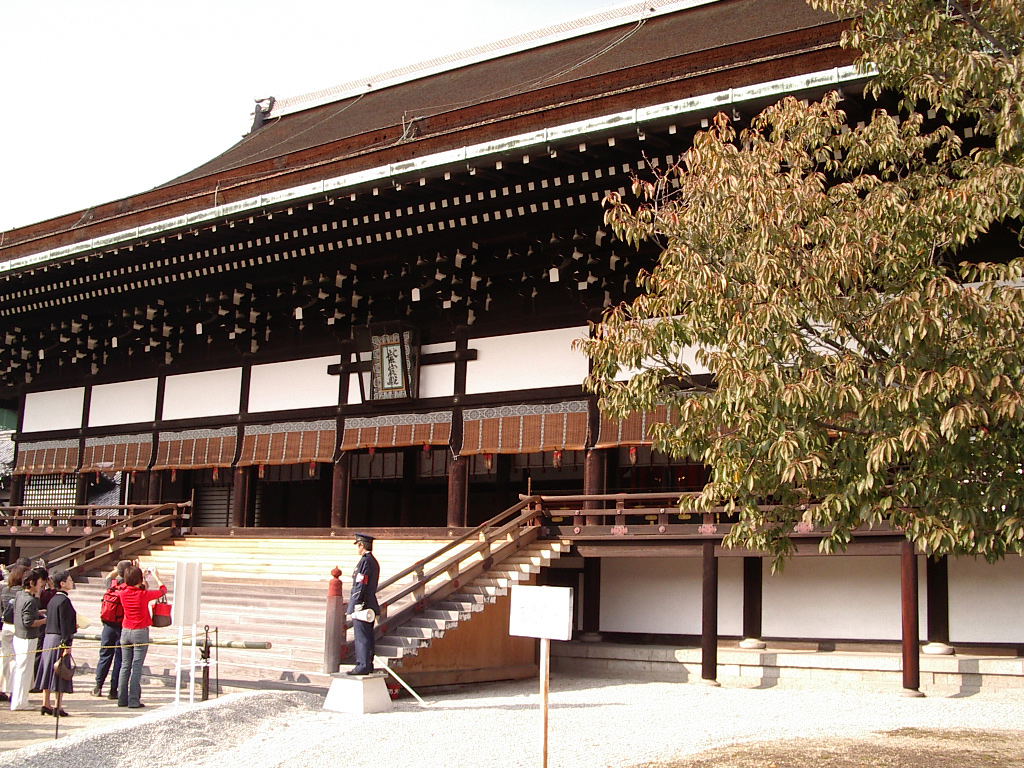
Le Shishinden aujourd’hui, au palais impérial de Kyoto, bâti selon les modèles de la période Heian.

Le Shishinden est utilisé pour les fonctions officielles et les cérémonies qui n’ont pas lieu dans le Daigokuden ou le Chōdō-in. Très tôt, il est employé à la place de bâtiments plus formels, notamment à la suite de l'absence de l'empereur aux réunions quotidiennes du gouvernement. Pour se libérer du carcan du code Ritsuryō (système de lois du Japon médiéval, fondé sur le confucianisme et sur le légisme, venu de Chine), un secrétariat personnel de l’empereur fut créé : le bureau du chambellan ou Kurōdodokoro (蔵人所). Il prit peu à peu le rôle de coordinateur du travail des organes du gouvernement et fut installé dans le Kyōshōden (校書殿), un bâtiment situé au sud-ouest du Shishinden.
Au nord du Shishinden se trouve le Jijūden (仁寿殿), un bâtiment similaire, mais un peu plus petit, prévu pour accueillir les quartiers résidentiels de l’empereur. Mais les empereurs ont souvent choisi de s’installer dans d’autres bâtiments du Dairi.
Un troisième édifice, encore plus petit, le Shōkyōden (承香殿) est situé un peu plus au nord, le long de l’axe principal du Dairi. Après l’incendie de 960, lorsque le Dairi fut reconstruit, la résidence de l’empereur est transférée dans le Seiryōden (清涼殿) un bâtiment orienté vers l’est et situé au nord-ouest du Shishinden. Progressivement, le Seiryōden est également utilisé pour les réunions. La partie la plus employée est probablement la salle des courtisans (殿上間, Tenjōnoma), où les nobles de haut rang se rencontrent en présence de l’empereur.
L’impératrice ainsi que les épouses consorts, officielles ou non, habitent également dans le Dairi, occupant la partie nord de l’enceinte. Les bâtiments les plus prestigieux, abritant l’impératrice et les épouses officielles, sont situés aux endroits les plus appropriés selon des principes chinois : le Kokiden (弘徽殿), le Reikeiden (麗景殿) et le Jōneiden (常寧殿). Elles occupent également les bâtiments les plus proches de la résidence impériale (le Kōryōden (後涼殿) et le Fujitsubo (藤壷)). Les épouses de moindre importance et les dames d’honneur sont logées dans d’autres édifices dans la partie nord du Dairi.
L’un des regalia du Japon, le Yata no Kagami (miroir sacré) de l’empereur était placé dans la salle Unmeiden (温明殿) du Dairi.
De nos jours, le palais impérial de Kyoto, situé à l’emplacement de l’ancien coin nord-est du Heian-kyō, reproduit une grande partie du Dairi de la période Heian, et notamment le Shishinden et le Seiryōden.

## Source de la traduction
- (en) Cet article est partiellement ou en totalité issu de l’article de Wikipédia en anglais intitulé « Heian Palace » (voir la liste des auteurs).